# 772年
| 千纪： | 1千纪                                                                                           |
| 世纪： | 7世纪 \| 8世纪 \| 9世纪                                                                         |
| 年代： | 740年代 \| 750年代 \| 760年代 \| 770年代 \| 780年代 \| 790年代 \| 800年代                       |
| 年份： | 767年 \| 768年 \| 769年 \| 770年 \| 771年 \| 772年 \| 773年 \| 774年 \| 775年 \| 776年 \| 777年 |
| 纪年： | 壬子年（鼠年）；唐大曆七年；南诏长寿四年；日本寶龜三年；渤海国大興三十五年                      |

## 大事记
- 朱希彩為部下所殺，眾推朱泚為留後，後為幽薊節度使。
- 查理曼第一次出征萨克森，長達數十年的萨克森战争拉開序幕。查理曼摧毁了萨克森人信仰中支撑整个世界的神树伊尔明苏尔（英语：Irminsul），将其上的金银珠宝洗劫一空。

## 出生
- 白居易，诗人
- 劉禹錫，诗人

## 逝世
- 朱希彩，唐代幽州節度使，封高密郡王。